# Valle de Hecho
El Valle de Hecho o Valle de Echo (Val d'Echo, en aragonés) es un municipio español de la provincia de Huesca perteneciente a la comarca de la Jacetania y al partido judicial de Jaca, en la comunidad autónoma de Aragón, España.
La capital y el ayuntamiento del municipio se encuentran en la población de Hecho, que acogía a comienzos de 2010 a 642 habitantes. Otras localidades pertenecientes al término municipal de Valle de Hecho son: Siresa, Embún, Urdués y Santa Lucía.
Parte de su término municipal está ocupado por el parque natural de los Valles Occidentales y el Paisaje protegido de las Fozes de Fago y Biniés.

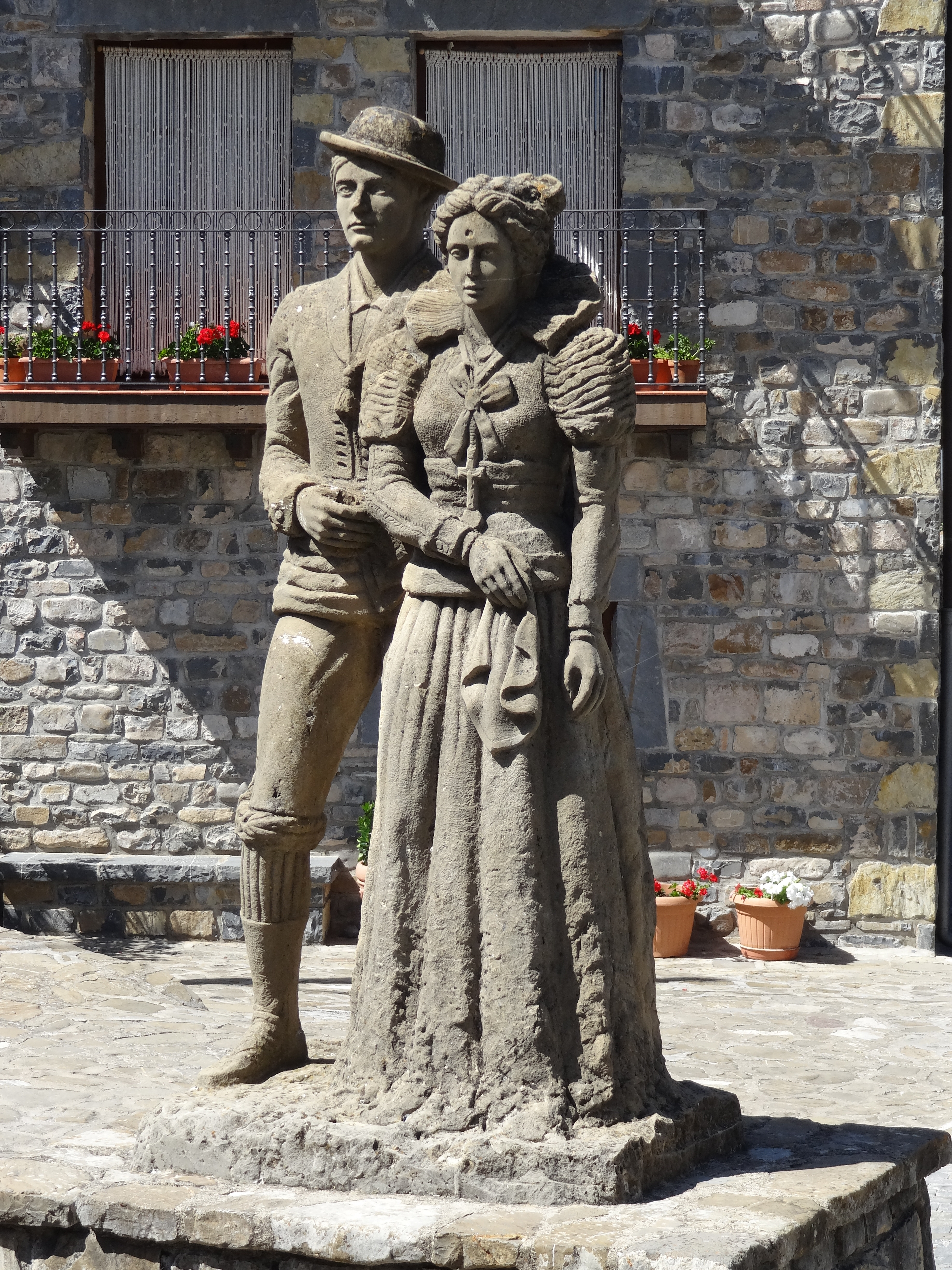
Escultura de los Chesos

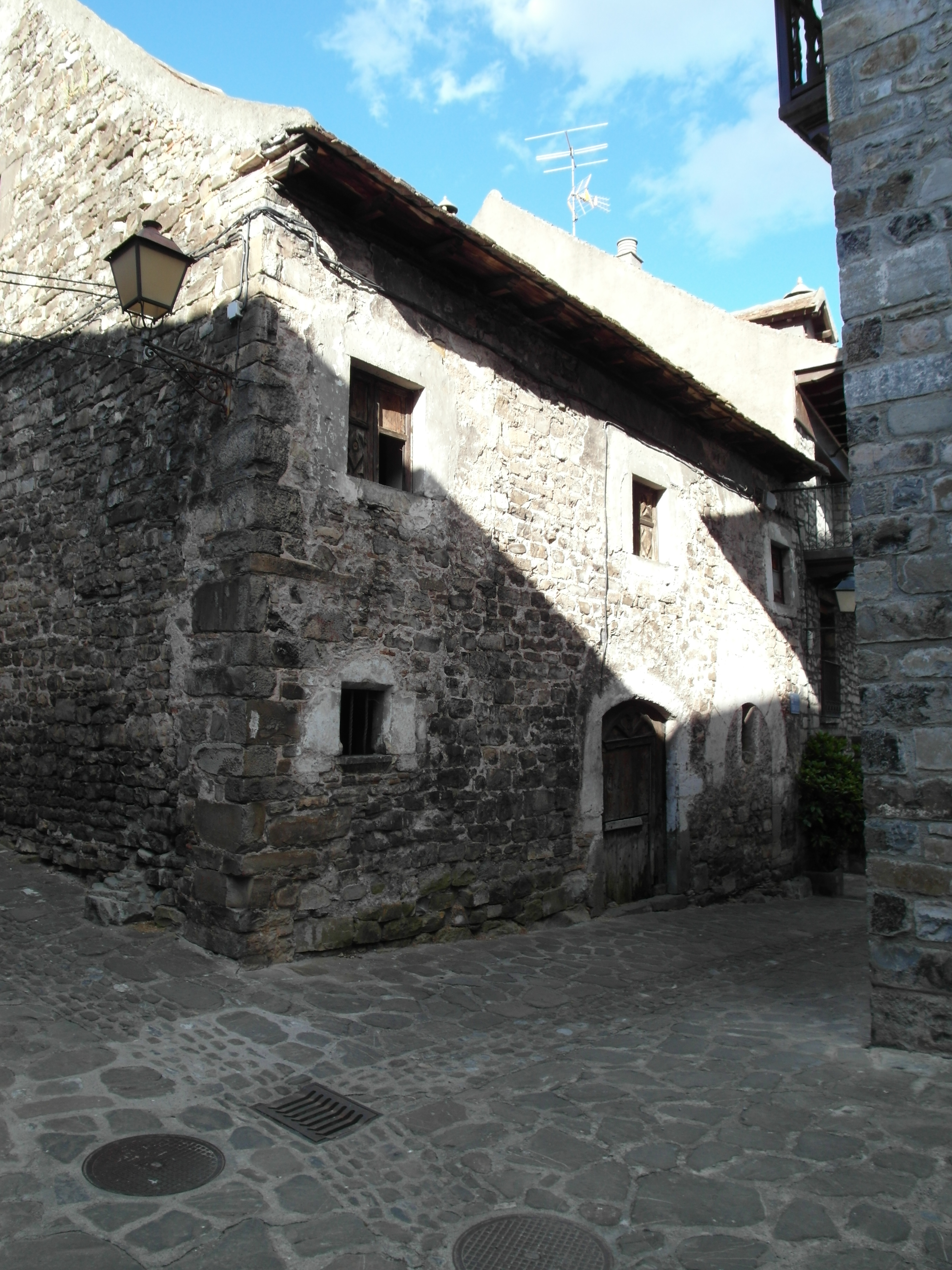
Arquitectura popular de Hecho

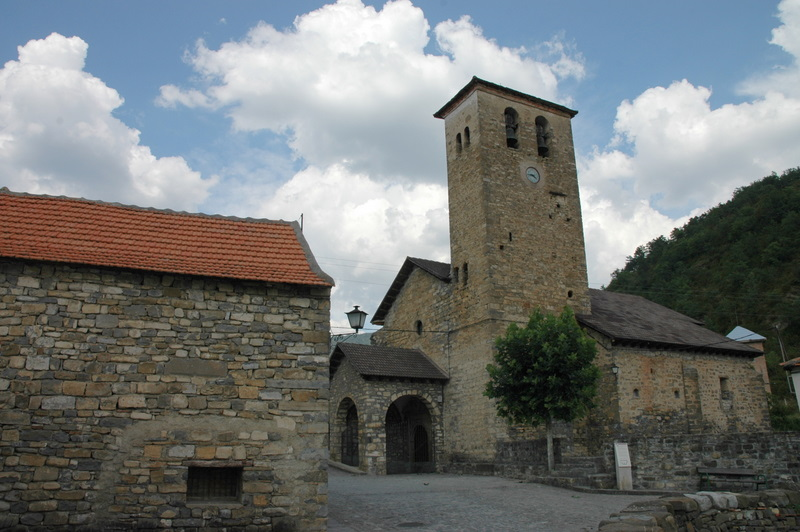
Iglesia de Urdués

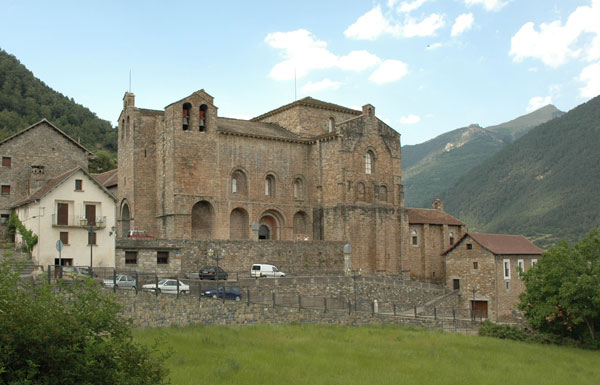
Monasterio de Siresa

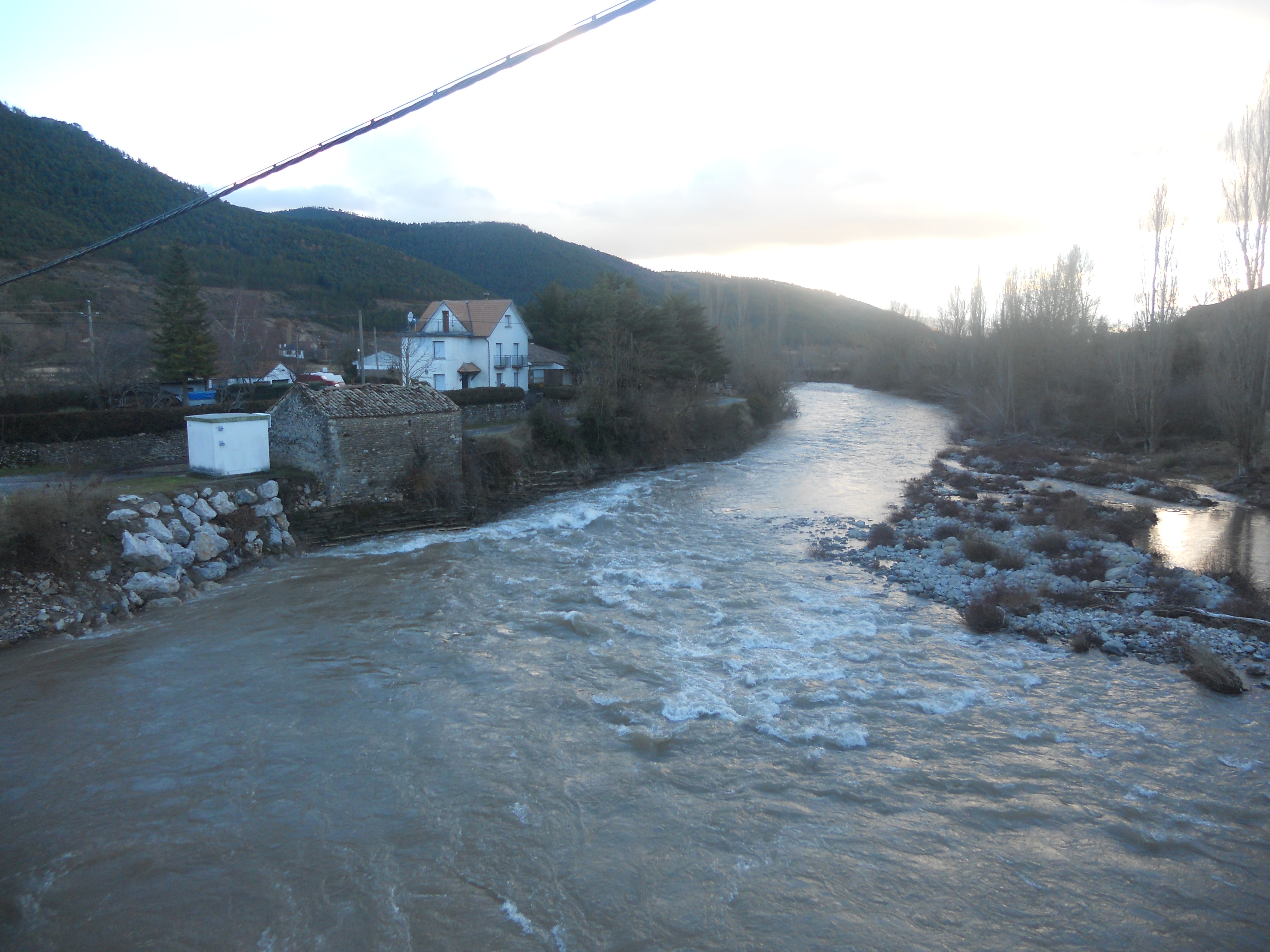
Río Aragón Subordán

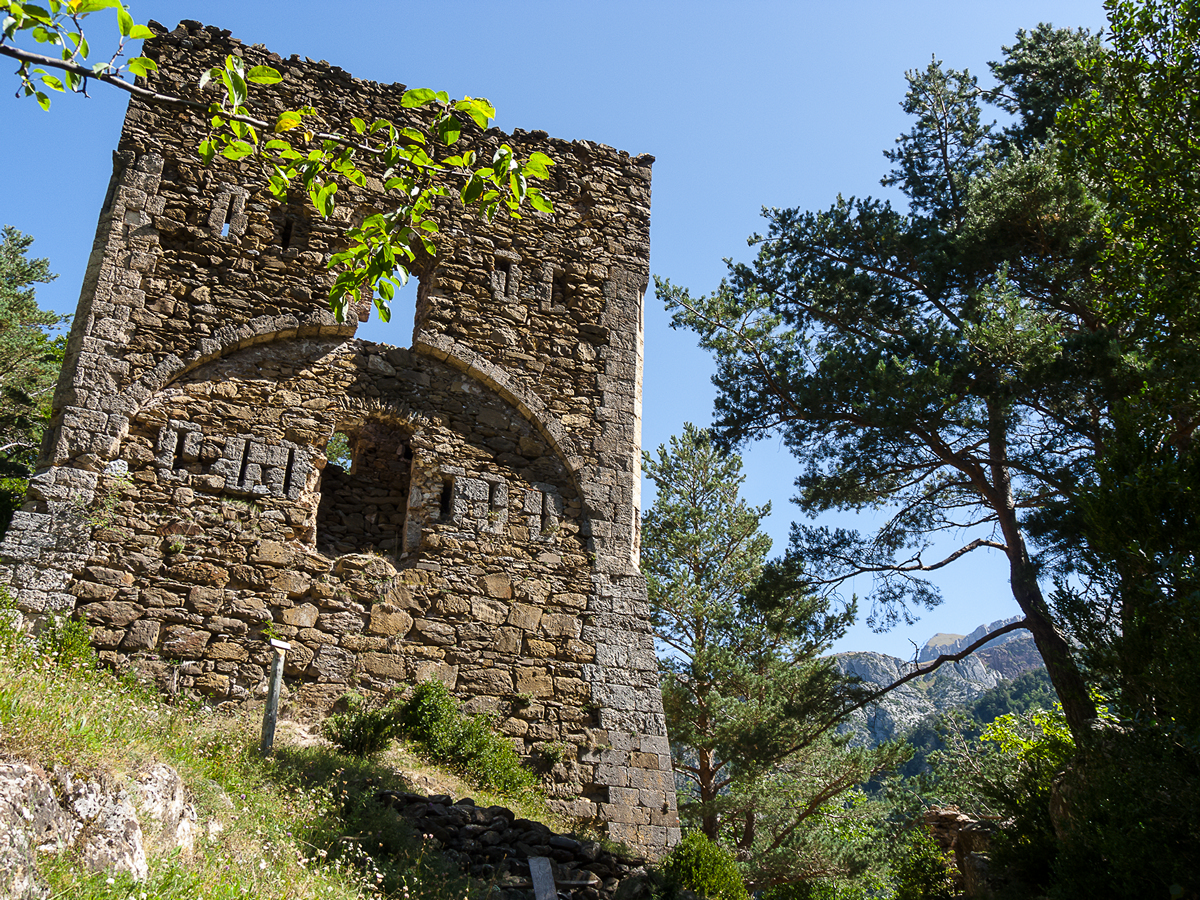
Fuerte de Ysil

## Toponimia
Hay un debate abierto a cerca de la escritura del nombre de Hecho. El origen de la palabra parece no presentar etimológicamente una H, por lo que historiadores como Domingo Buesa Conde sostienen que debería escribirse "Echo" en castellano y en aragonés.[cita requerida]
Actualmente el nombre oficial del municipio es "Valle de Hecho", aunque una parte de la población es partidaria de cambiarlo a la forma de "Valle de Echo". Echo (sin H) está restringido al uso cotidiano y normalmente se relaciona con el nombre en aragonés cheso del municipio "Val d'Echo".

## Geografía
En las zonas más altas del valle, a una altitud de entre 1000 y 1800 metros, se encuentra el entorno natural de la Selva de Oza.
Parte del territorio del Valle de Hecho es parte del parque natural de los Valles Occidentales, junto con los municipios de  Aísa, Ansó, Aragüés del Puerto, Borau, Jasa, Valle de Hecho y Canal de Berdún, creado con la ley 14/2006 del Gobierno de Aragón.
El entorno del parque natural formó parte del hábitat de los últimos osos pardos puramente pirenaicos, hasta la muerte del último oso autóctono del Pirineo llamado Camille, actualmente quedan ejemplares mixtos de oso pardo pirenaico y oso pardo esloveno, reintroducidos por el gobierno francés en 1996/97, junto con oso puramente eslovenos repartidos por todo el Pirineo español y francés. Además habitan otras especies poco comunes como el quebrantahuesos, el urogallo o el gato montés.

## Historia
Cuando pensamos en el Pirineo, lo primero que nos viene a la mente son paisajes, naturaleza en estado puro. Pero el ser humano ha formado parte de él y lo ha moldeado según sus necesidades. En este valle, la historia que nos precede es casi tan rica como su naturaleza.
En la Selva de Oza, Guarrinza y a lo largo del río Aragón Subordán y sus afluentes encontramos la mayor concentración de monumentos megalíticos de toda la cordillera. Dólmenes y cromlech que nos dicen que desde el 3000 a. C. ya acudían los hombres a cazar o en busca de pasto con sus rebaños. La Corona de los Muertos, en Oza, presenta 120 círculos de piedras. En aquellos en los que se ha excavado se ha encontrado hasta 5000 piezas de sílex: puntas de flecha, raspadores... que podrían indicarnos que esa zona fuera un lugar de asentamiento estacional.
Más tarde serían los romanos quienes, en su conquista del mundo, construirían a través del valle una de sus tres calzadas pirenaicas, el Summo Pyreneo o Caesaraugusta–Beneharnum, la ruta que unía Zaragoza con Francia y por la que pasaban incluso carruajes. Muros de contención, puentes... se conservan magníficos restos de esta impresionante obra de ingeniería. Pues el valle fue utilizado ya desde la más remota antigüedad como vía de comunicación entre ambas vertientes de los Pirineos, habiendo constancia de su paso por las partes altas del valle en época romana, camino del Puerto de Palo.
Todos sabemos que la Corona de Aragón se extendió hasta Nápoles, pero pocos saben que nació aquí. El condado carolingio de Aragonum formado por Hecho y Canfranc, se anexionó más tarde con los valles próximos, se expandió a la Jacetania y, progresivamente, se fueron uniendo otros territorios hasta incluir los condados de Sobrarbe y Ribagorza para ver nacer al Reino de Aragón.
El año 833 se instaló en el valle, sometiéndolo al dominio de los carolingios, el conde Galindo I Aznárez, que ese mismo año fundó el monasterio de San Pedro de Siresa.
El año 864, Galindo Aznárez donó las rentas condales de la villa de Hecho, junto con todas las del propio valle, al monasterio de San Pedro de Siresa.
En Siresa y en el monasterio, cuya iglesia aún podemos contemplar hoy, vivieron hasta 150 monjes que custodiaban una impresionante biblioteca. Varias dinastías aragonesas entraron en sus muros, incluyendo el rey Alfonso I el Batallador, quien gustaba de la caza por estos nuestros bosques y quien un día fue salvado por los lugareños de morir en las garras de un oso, por lo que el rey concedió privilegios especiales a los chesos.
Por aquel entonces, la calzada romana y el puerto del Palo vieron cómo muchos peregrinos cruzaban hasta Santiago, antes de que tomara relevancia el paso por Somport.
De nuevo los antepasados de este valle se verían favorecidos por los reyes, esta vez por Fernando el Católico en 1515 y por Carlos II en 1680. ¿El motivo? Las nabatas y almadías. Los navateros chesos fueron poderosos comerciantes de madera durante los siglos XV al XVII y ambos reyes les concedieron el privilegio de libre tránsito por las ciudades por las que cruzaban sus navatas.
En el siglo XIX, serían las tropas napoleónicas las que dejarían una triste huella, ya que, quizás porque de Hecho salió el primer guerrillero de Aragón, o quizás porque varios vecinos del valle se levantaron en armas contra ellas, incendiaron nuestros pueblos una noche de agosto de 1808.
Y en el siglo XX, recorrimos las cumbres hasta Francia en busca de trabajo temporal, en busca de productos con los que comerciar o en busca de cobijo durante la guerra. Asimismo, recibimos y ayudamos a los que huían de la Francia ocupada por los nazis.
Hoy el Valle de Hecho es el segundo municipio de la Comarca de la Jacetania, formado por los pueblos de Embún, Urdués, Siresa y Hecho, además de Santa Lucía, que a día de hoy se encuentra prácticamente deshabitado.

## Demografía
Valle de Hecho cuenta con una población de 798 habitantes (INE 2024).
| Gráfica de evolución demográfica de Valle de Hecho entre 1981 y 2021 |
| |
| Población de derecho según los censos de población del INE Población de hecho según los censos de población del INEEntre el censo de 1981 y el anterior, aparece este municipio porque se fusionan los municipios 22097 (Embún), 22120 (Hecho) y 22240 (Urdués) |

| 776                       | 2084 | 2131 | 1766 | 1789 | 1589 | 1429 | 1339 | 1306 | 1171 | 1134 | 1013 | 1143 | 1055 | 977 | 947 |
| (Fuente: INE [Consultar]) |      |      |      |      |      |      |      |      |      |      |      |      |      |     |     |

## Administración y política
| Período   | Alcalde                | Partido |  |
| --------- | ---------------------- | ------- |  |
| 1979-1983 | Constancio Calvo Eito  | UCD     |  |
| 1983-1987 |                        |         |  |
| 1987-1991 |                        |         |  |
| 1991-1995 | Felipe Miguel Aísa     | PSOE    |  |
| 1995-1999 | Felipe Miguel Aísa     | PSOE    |  |
| 1999-2003 | Luis Gutiérrez Larripa | PSOE    |  |
| 2003-2007 | Luis Gutiérrez Larripa | PSOE    |  |
| 2007-2011 | Luis Gutiérrez Larripa | PSOE    |  |
| 2011-2015 | Luis Gutiérrez Larripa | PSOE    |  |
| 2015-2019 | Luis Gutiérrez Larripa | PSOE    |  |
| 2019-2023 | José Luis Burró        | PSOE    |  |

| Partido político    | Partido político                                   | 2003   | 2007   | 2011   | 2015   | 2019   |
| Partido político    | Partido político                                   | Ediles | Ediles | Ediles | Ediles | Ediles |
|                     | Partido de los Socialistas de Aragón (PSOE-Aragón) | 4      | 5      | 4      | 4      | 5      |
|                     | Partido Aragonés (PAR)                             | 1      | 1      | 2      | 1      | —      |
|                     | Partido Popular de Aragón (PP)                     | 1      | 1      | 1      | 1      | —      |
|                     | Chunta Aragonesista (CHA)                          | 1      | —      | —      | 1      | 2      |
| Total de concejales | Total de concejales                                | 7      | 7      | 7      | 7      | 7      |

## Cultura
La vitalidad de las gentes del valle se muestra a través de la vida cotidiana y de sus costumbres. La fabla chesa, el folclore, la gastronomía, las fiestas... se miman y celebran para disfrute de vecinos, visitantes y amigos.
La música y los bailes tradicionales, junto con la rica indumentaria antigua, se exhiben gracias al Grupo Folclórico del Valle de Hecho, al palotiaú d'Embún y al grupo A Ronda d'Os Chotos d'Embún. Sus músicas traspasan las fronteras de Aragón pregonando costumbres y tradiciones ancestrales y el sentir de las gentes de hoy.
Las tradiciones y los antiguos modos de vida se reflejan en la ruta etnológica a través de los museos situados a lo largo de todo el valle.
Es uno de los lugares en los que sigue en uso la lengua aragonesa, en la variante conocida como cheso, nombre tomado del gentilicio que se aplica a los habitantes del valle, actualmente el cheso cuenta con 658 hablantes repartidos principalmente por todo el Valle de Hecho.
La supervivencia de la lengua chesa es un rasgo muy significativo de la cultura del valle, es hablado principalmente en el núcleo de Hecho aunque también cuenta con algunos hablantes en las localidades de Siresa, Embún y Urdues; cada localidad cuenta con sus propias variaciones siendo Siresa, con el siresano, el segundo  lugar con más hablantes de cheso después de Hecho.
Los chesos Veremundo Méndez, poeta, y Domingo Miral, rector de la Universidad de Zaragoza o Emilio Gastón, Justicia de Aragón, lo inmortalizaron con sus obras. Además de ser todavía el idioma de los vecinos, existe una prolífica actividad literaria con una revista semestral (Bisas de lo Subordán) y continuas publicaciones.
Por otra parte cabe destacar la importancia y grandeza de su gastronomía. En gastronomía, los productos naturales y los platos tradicionales se funden con los nuevos gustos culinarios, por lo que encontramos una cocina rica, sabrosa y variada.

## Patrimonio
- Iglesia románica de San Pedro, en el núcleo de Siresa.
- Restos del Fuerte de Ysil, declarado B.I.C. en resolución del 17/04/2006 publicado en el BOA del 22/05/2006[13][14] en el núcleo de Hecho.

## Economía
La actividad económica tradicional es la de la ganadería, especialmente la bovina, aunque existiendo marginalmente otros tipos como la ganadería ovina, equina y caprina. La zona había sido tradicionalmente lugar de destino de la transhumancia de ganado bovino, procedente incluso de lugares de la sierra de Santo Domingo, en las Cinco Villas, como Longás o Luesia.
Las condiciones climatológicas de la altura han limitado históricamente el rendimiento de las actividades agrícolas.
En los últimos tiempos, ha adquirido importancia el sector terciario, como corresponde al incremento de actividades de tipo turístico en todo el Pirineo.

## Localidades hermanadas
- Accous, Francia.[15]